# CSS
Trong tin học, các tập tin định kiểu theo tầng – dịch từ tiếng Anh là Cascading Style Sheets (CSS) – được dùng để miêu tả cách trình bày các tài liệu viết bằng ngôn ngữ HTML và XHTML. Ngoài ra ngôn ngữ định kiểu theo tầng cũng có thể dùng cho XML, SVG, XUL. Các đặc điểm kỹ thuật của CSS được duy trì bởi World Wide Web Consortium. Thay vì đặt các thẻ quy định kiểu dáng cho văn bản HTML (hoặc XHTML) ngay trong nội dung của nó, bạn nên sử dụng CSS.

## Tác dụng của CSS
- Hạn chế tối thiểu việc làm rối mã HTML của trang Web bằng các thẻ quy định kiểu dáng (chữ đậm, chữ in nghiêng, chữ có gạch chân, chữ màu), khiến mã nguồn của trang Web được gọn gàng hơn, tách nội dung của trang Web và định dạng hiển thị, dễ dàng cho việc cập nhật nội dung.
- Tạo ra các kiểu dáng có thể áp dụng cho nhiều trang Web, giúp tránh phải lặp lại việc định dạng cho các trang Web giống nhau.

## Sử dụng CSS
Có 3 cách để sử dụng CSS.
- "Inline CSS": Áp dụng trực tiếp trên một đối tượng nhất định bằng thuộc tính style:

<span style="font-weight:bold; text-decoration:underline; color:#FF0000;">Đoạn text cần in đậm, gạch chân, màu đỏ</span>
- "Internal CSS": Đặt CSS ở đầu trang Web để áp dụng kiểu dáng cho toàn bộ trang ấy, khi đó chỉ cần đặt đoạn CSS vào trong cặp thẻ <style> rồi đặt vào trong phần header của Web (giữa <head> và </head>):

<style type="text/css"> body {font-family:verdana; color:#0000FF;} /* Kiểu chữ trong trang Web là "Verdana", màu chữ thông thường là màu xanh dương */ </style>
- "External CSS": Đặt các thuộc tính CSS vào một tệp tin riêng biệt (*.css), khi đó có thể tham chiếu đến từ nhiều trang Web khác nhau:

- Ví dụ về nội dung tệp style.css:

body {font-family:verdana; color:#0000FF;}
- Tham chiếu tới tệp tin CSS trên từ trang Web bằng đoạn mã (mã có thể nằm ngoài thẻ <head>):

<link rel="stylesheet" type="text/css" href="style.css"/>

## Cú pháp
Cú pháp cơ bản:
css_selector_1 { thuộc_tính_1: giá_trị_của_thuộc_tính_1; thuộc_tính_2: giá_trị_của_thuộc_tính_2; ... thuộc_tính_n: giá_trị_của_thuộc_tính_n; } css_selector_2 { thuộc_tính_1: giá_trị_của_thuộc_tính_1; thuộc_tính_2: giá_trị_của_thuộc_tính_2; ... thuộc_tính_n: giá_trị_của_thuộc_tính_n; } ... css_selector_n { thuộc_tính_1: giá_trị_của_thuộc_tính_1; thuộc_tính_2: giá_trị_của_thuộc_tính_2; ... thuộc_tính_n: giá_trị_của_thuộc_tính_n; }

Chú thích: Bạn có thể soạn chú thích cho CSS nhằm tiện cho việc tham khảo hoặc tra cứu về sau. Cú pháp của chú thích trong CSS như sau
  /* Chú thích 1 */
  /* Chú thích 2 */
  /* Chú thích 3,
      đây là một chú thích nhiều dòng
  */

Ví dụ minh họa về mã CSS:
body {
  background: #ffffff;
  /* trang Web sẽ có nền màu trắng */
  font-family: Verdana;
  /* font chữ mặc định là Verdana */
  color: #ff0000;
  /* màu chữ mặc định
  là màu đỏ */
}

## CSS Selector
CSS Selector dùng để xác định đoạn mã CSS tương ứng được bao trong phần từ { đến } sẽ được áp dụng cho những thành phần nào trong trang Web.
Như ví dụ ở đoạn mã trên, ta có thể thấy dạng CSS Selector đơn giản nhất là CSS Selector theo tag body.

## Nghiên cứu thêm
- Meyer, Eric A. (2006). Cascading Style Sheets: The Definitive Guide, Third Edition. O'Reilly Media, Inc. ISBN 0-596-52733-0.
- Meyer, Eric A. Cascading Style Sheets 2.0 Programmer's Reference, McGraw-Hill Osborne Media, ISBN 0-07-213178-0
- Keith Schengili-Roberts: Core CSS, 2nd Edition, Prentice Hall, ISBN 0-13-009278-9
- Cascading Style Sheets: Designing for the Web Lưu trữ ngày 10 tháng 3 năm 2005 tại Wayback Machine by Håkon Wium Lie and Bert Bos, ISBN 0-321-19312-1
- The Zen of CSS Design (co-authored by CSS Zen Garden Owner, Dave Shea, and Molly E. Holzschlag), ISBN 0-321-30347-4
- Eric Meyer On CSS, ISBN 0-7357-1245-X
- More Eric Meyer On CSS, ISBN 0-7357-1425-8
- Dan Cederholm: Web Standards Solutions, The Markup and Style Handbook, Friends of Ed, ISBN 1-59059-381-2 (paperback) (Author's site Lưu trữ ngày 9 tháng 4 năm 2006 tại Wayback Machine)
- Kynn Bartlett: Teach Yourself CSS in 24 Hours, 2nd Edition, Sams Publishing, ISBN 0-672-32906-9
- Cascading Style Sheets Cascading Style Sheets, PhD thesis, by Håkon Wium Lie – provides an authoritative historical reference of CSS
- Jeffrey Zeldman: Designing With Web Standards, New Riders, ISBN 0-7357-1201-8 (paperback) (book's companion site)
- Cascading Style Sheets: Separating Content from Presentation Lưu trữ ngày 23 tháng 6 năm 2011 tại Wayback Machine, (co-authored by Owen Briggs, Steven Champeon, Eric Costello, and Matt Patterson), Friends of Ed, ISBN 1-59059-231-X